# Episodi di A casa di Raven (terza stagione)
La terza stagione della serie televisiva A casa di Raven è stata trasmessa negli Stati Uniti d'America dal 17 giugno 2019 al 3 maggio  2020 su Disney Channel.
In Italia la stagione è stata trasmessa il 25 agosto 2021 in streaming su Disney+.
| n° | Titolo originale             | Titolo italiano              | Prima TV USA      | Prima TV Italia |
| -- | ---------------------------- | ---------------------------- | ----------------- | --------------- |
| 1  | Friend-Ship                  | Mamma, dove sei?             | 17 giugno 2019    | 25 agosto 2021  |
| 2  | Lost at Chel-Sea             | Sperdute nell'oceano         | 24 giugno 2019    | 25 agosto 2021  |
| 3  | Smoky Flow                   | Vai col rap                  | 1º luglio 2019    | 25 agosto 2021  |
| 4  | Twister, Sister              | Tempesta su Dallas           | 8 luglio 2019     | 25 agosto 2021  |
| 5  | Dress to Express             | Un'espressione di stile      | 15 luglio 2019    | 25 agosto 2021  |
| 6  | Diss Track                   | La sfida dei rapper          | 22 luglio 2019    | 25 agosto 2021  |
| 7  | Disorder in the Court        | Il giudice Giovanni          | 13 settembre 2019 | 25 agosto 2021  |
| 8  | School House Trap            | Costituzione Rap             | 20 settembre 2019 | 25 agosto 2021  |
| 9  | Cali Dreams                  | Sogni Californiani           | 27 settembre 2019 | 25 agosto 2021  |
| 10 | Creepin' It Real             | Un vicino inquietante        | 11 ottobre 2019   | 25 agosto 2021  |
| 11 | Girls Just Wanna Have Phones | La scommessa                 | 18 ottobre 2019   | 25 agosto 2021  |
| 12 | Friday Night Tights          | Più di una semplice amicizia | 25 ottobre 2019   | 25 agosto 2021  |
| 13 | It's Not Easy Being Green    | Ogni cosa a suo tempo        | 1º novembre 2019  | 25 agosto 2021  |
| 14 | Crewed Up                    | Fare squadra                 | 15 novembre 2019  | 25 agosto 2021  |
| 15 | Sorry to Father You          | Il grande segreto            | 22 novembre 2019  | 25 agosto 2021  |
| 16 | Bah Humbugged                | Il Natale esplosivo          | 6 dicembre 2019   | 25 agosto 2021  |
| 17 | The Foreign Identity         | L'identità straniera         | 23 febbraio 2020  | 25 agosto 2021  |
| 18 | What About Your Friends?     | Gli amici si scelgono        | 1º marzo 2020     | 25 agosto 2021  |
| 19 | Adolessons                   | Lezioni per adolescenti      | 8 marzo 2020      | 25 agosto 2021  |
| 20 | Close Shave                  | Responsabilità               | 15 marzo 2020     | 25 agosto 2021  |
| 21 | Hoop Streams                 | In diretta per i Peanuts     | 22 marzo 2020     | 25 agosto 2021  |
| 22 | Slammed                      | Siamo tutti poeti            | 29 marzo 2020     | 25 agosto 2021  |
| 23 | On Edge                      | Sul filo del rasoio          | 5 aprile 2020     | 25 agosto 2021  |
| 24 | The Story So-fa              | Il misterioso divano         | 19 aprile 2020    | 25 agosto 2021  |
| 25 | In Shoe-encer                | Influencer                   | 26 aprile 2020    | 25 agosto 2021  |
| 26 | Level Up                     | La caccia al tesoro          | 3 maggio 2020     | 25 agosto 2021  |